# 로카만돌피
로카만돌피(이탈리아어: Roccamandolfi)는 이탈리아 몰리세주 이세르니아도의 코무네다. 캄포바소로부터 남서쪽 25km, 이세르니아에서 남동쪽 10km 거리에 있다.